# Ernesto Canto da Maia
Ernesto do Canto Faria e Maia (Ponta Delgada, 15 de mayo de 1890 — Ponta Delgada, 5 de abril de 1981), más conocido por el nombre artístico de Canto da Maia o Canto da Maya, fue un escultor azoriano que consiguió gran proyección nacional e internacional como introductor del modernismo figurativo y como precursor de las artes decorativas, destacando las figurillas en terracota y yeso pintado. Fue inicialmente un escultor del Art Déco, derivando posteriormente hacia el academicismo nacionalista, manteniendo entonces rasgos del modernismo, pasando a firmar como Canto da Maya y dedicándose a obras de cuño marcadamente ideológico, influenciadas por la deificación de los héroes de la gesta colonial promovida por el Estado Novo.

## Datos biográficos
Ernesto do Canto Faria e Maia nació en Ponta Delgada, el 15 de mayo de 1890, hijo de António Cardoso Machado de Faria e Maia, el hijo menor de  Francisco Machado de Faria e Maia, 1.º visconde de Faria e Maia, y de Maria Ernestina Leite do Canto, hija del intelectual e historiador Ernesto do Canto. Este origen familiar le dieron el desahogo financiero y el ambiente culto y estimulante que le permitieron desde el principio dirigirse por una carrera totalmente volcada en las artes. Canto da Maia apuntó como determinante la influencia de su madre, una mujer culta y con gran aprecio por la carrera artística del hijo.
Canto da Maia terminó sus estudios del liceo en 1907, en el Liceu de Ponta Delgada, matriculándose en el año inmediato en la Escola Superior de Belas Artes de Lisboa. En aquella Escuela concluyó el Curso General y se matriculó seguidamente en el curso de Arquitectura. Durante este período de estudios en Lisboa realiza una serie de pequeñas esculturas (entre las mismas: Caresse étrange, Vendendo-se y Amor fácil), marcadas por su estilismo Art Déco, que firma como Ernesto do Canto.
En 1912 participa en la Primeira Exposição dos Humoristas Portugueses, al lado de artistas como Cristiano Cruz, Jorge Barradas y Almada Negreiros, esta muestra puede considerarse la primera manifestación de las corrientes estilísticas del Modernismo en Portugal. En ese mismo año parte para París, donde es alumno de Antonin Mercié, en la École des Beaux-Arts, y de Antoine Bourdelle, en un curso particular.
Al año siguiente, 1913, participa en Lisboa en la Segunda Exposição de Humoristas Portugueses y en el  Salão de Humoristas realizado en el Palais de Glace de París, ciudad donde estudia.
Con el objetivo de seguir estudios con el profesor James Vibert, uno de los exponentes del art noveau en Suiza, frecuenta a Escuela de Bellas Artes de Ginebra, cultivando un estilo escultórico muy próximo del arte nuevo que entonces despuntaba en Europa. Son de este periodo muchas de las figurillas de terracota y de yeso que componen lo mejor de su obra escultórica.
En 1916 parte para Madrid, donde durante un año trabaja con el escultor Julio Antonio Rodríguez Hernández, regresando nuevamente a París al final del año, donde se instala e inicia una carrera artística autónoma. Permanece en aquella ciudad hasta 1938, año en que los acontecimientos de la Segunda Guerra Mundial le obligaron a partir para Lisboa. En este período produjo diversas obras de carácter decorativo, algunas de las cuales merecieron buena acogida por parte de la crítica de arte y le granjearon premios de prestigio.
En 1919 contrae matrimonio con Louise Mathilde Biderbost, que será su modelo en muchas obras.
Su gran composición escultórica O Hino do Amor fue adquirida en 1936 por el Gobierno francés, para la Galería Nacional del Jeu de Paume, donde figura. Las obras presentadas en la Exposición de 1938 también merecieron gran aplauso y el Grand Prix de clase de Escultura.
Su bajorrelieve A Família em Portugal, una interpretación plástica de una frase de António de Oliveira Salazar, executada en 1937/1938, estuvo presente en la Exposición Internacional de Nueva York de 1939, siendo bien recibida por la crítica internacional. 
En 1938, se une con una exiliada rusa, Vera Wladimirovna Pouritz, y se instala en Lisboa, regresando a París en 1946, terminada la Guerra. A partir de entonces pasa a vivir entre París y Lisboa, trabajando y exponiendo en ambas ciudades. En Lisboa, su trabajo escultórico marcó sobre todo la década de 1940, destacando su grupo escultórico D. Manuel I com Vasco da Gama e Pedro Álvares Cabral (de 3 m de altura), de 1940, considerada por la crítica como la mejor pieza escultórica de la Exposição do Mundo Português; merecen también destacarse las expresivas estatuas de Gonçalves Zarco, Nuno Tristão, Gil Eanes y João Vaz Corte-Real, ejecutadas para ornamentar la plaza en la orilla del Tajo frente a la Torre de Belém y cuyos modelos fueron presentados en la Exposición de Obras Públicas, de 1948, realizada en el Instituto Superior Técnico.
Regresó definitivamente a las Azores en el  año 1954, recalando en su ciudad natal de Ponta Delgada. Con esta decisión se cierra el círculo de la vida de uno de los artistas azorianos de mayor proyección internacional y el escultor portuguésmás internacional de la primera mitad del siglo XX. Al hacer su vida entre la ilha de São Miguel y París ligó en una sola vivencia dos polos aparentemente tan diferentes y distantes, mas para Canto da Maia complementarios: la isla madre, centro de afectos y de experiencias infantiles, y París, centro artístico mundial, lugar de todas las experiencias y todas las afirmaciones.
Falleció en Ponta Delgada el 5 de abril de 1981. La ciudad de Ponta Delgada le dedicó una de sus arterias y es patrono de una de sus principales escuelas, en Escola Básica Integrada Canto da Maia. También Lisboa le dedicó la toponimia de una de sus ruas, en la freguesia de Campolide.
Canto da Maia está representado en diversas colecciones públicas y particulares, mencionar especialmente la Galerie nationale du Jeu de Paume, en París, y el Palácio de Santana, en Ponta Delgada. En 1976 se realizó una exposición retrospectiva en su honor en el Museo Carlos Machado en Ponta Delgada, que le reservó a partir de 1979 una sala de exposición permanente. También el Museu do Chiado (Lisboa) cuenta, entre el acervo del antiguo Museo Nacional de Arte Contemporáneo, obras representativas de  Canto da Maia , lo mismo que sucede con el Museu da Guarda.

## Obras
Entre las mejores y más conocidas obras de Ernesto Canto da Maia se incluyen las siguientes:
- 1922 - Grupo escultórico  Bendito sea el fruto de tu vientre (Bendito seja o Fruto do Teu Ventre)
- 1940 — Grupo escultórico D. Manuel, Vasco da Gama y Alvares Cabral en la Grande Exposição do Mundo Português
- 1954 — Estatua de Gonçalo Vaz Botelho, Vila Franca do Campo,
- 1955 — Monumento a Diogo Cão, Vila Real

## Premios y distinciones
A lo largo de su carrera, Canto da Maia recibió una cantidad impresionante de premios y honores, incluyendo los más relevantes son:
- 1914 — Menção Honrosa na XI Exposição da Sociedade Nacional de Belas Artes de Lisboa.

Mención de Honor en la Exposición XI de la Sociedad Nacional de Bellas Artes.
- 1916 — Medalha de 2.ª Classe (Escultura), da Sociedade Nacional de Belas Artes .

Medalla de 2.ª Clase (Escultura), de la Sociedad Nacional de las Artes Bellas.
- 1925 — Medalha de Ouro pela decoração do Pavillon Pomone dos Ateliers d'Art des Grands Magasins du Bon Marché , Paris.

1925 - Medalla de Oro por la decoración del Pabellón Pomone de los Ateliers d'Art des Grands Magasins du Bon Marché, de París.
- 1925 — Diploma de Honra pelas estátuas Pomone e Flore nos jardins do Pavillon de la Ville de Paris.

Diploma de Honor por las estatuas Pomone y Flore en los jardines del Pavillon de la Ville de París.
- 1937 — Grand Prix - Sculpture da Exposição Internacional das Artes e Técnicas na Vida Moderna, em Paris.

Gran Premio - Escultura de la Exposición Internacional de Artes y Técnicas en la Vida Moderna , en París.
- 1941 — Grau de Oficial da Ordem Militar de Santiago de Espada .

Grado de Oficial de la Orden Militar de Santiago de Espada .
- 1944 — Prémio Manuel Pereira do Secretariado de Propaganda Nacional .

Premio de Manuel Pereira, de la Oficina Nacional de Propaganda.
- 1966 — Eleito vogal honorário da Academia Nacional de Belas Artes de Lisboa.

Elegido miembro de la Junta de Honor de la Academia Nacional de Bellas Artes de Lisboa.